# Maître Fazun
Maître Fazhun (chinois : 释法尊 ; pinyin : shì fǎzūn ; tibétain : བློ་བཟང་ཆོ་འཕགས, Wylie : blo bzang cho 'phags, THL : Lobsang Chöpak), né le 14 décembre 1902 et décédé le 14 décembre 1980, est un moine bouddhiste chinois de l'école Gelug qui a contribué de manière prépondérante à la diffusion du bouddhisme tibétain depuis le Tibet aux communautés hans lors de la République de Chine (1912-1949), en raison de barrières entretenus par les Qing tombées pendant la République et de l'intérêt croissant des Han. Ils sont, avec Nenghai lama (释能海/能海剌麻, les deux principaux protagoniste du renouveau du bouddhisme ésotérique en Chine (密教復興運動, mìjiāo fùxīng yùndòng, « mouvement de renaissance du bouddhisme ésotérique »).

## Biographie
Fazun est né en 1902 dans une famille pauvre du Hebei. Dans l'incapacité de poursuivre ses études, il doit travailler en 1919 comme apprenti chez un savetier. En 1920, il s'enfuit du magasin pour rejoindre les mont Wutai où il prend ses vœux au temple Xiantong. La même année, il assiste aux enseignements de Dayong. En 1921, Fazun et Dayong se rendent à Pékin assister aux enseignement de Taixu au temple Guangji. Fazun reçoit l’ordination complète de Daojie au temple Fayuan, centre de l'école du vinaya, et part étudier auprès de ce maître le vinaya au temple Longchang à Nankin. À l'automne 1922, il fait partie de la première promotion de l'Institut d'études bouddhiques de Wuchang fondé par Taixu.
Fazun avait étudié le programme d'études en geshe au collège Loseling du monastère de Drepung, près de Lhassa. Il a peut-être également obtenu le diplôme universitaire de geshe.
Le 13e dalaï-lama encouragea Fazun à enseigner en Chine la synthèse de Tsongkhapa sur les enseignements bouddhistes.
En 1966, durant la révolution culturelle, il est accusé d'anticommunisme et envoyé dans un camp de travail jusqu'à sa libération en 1972.
Il décède en décembre 1980. Ses cendres sont aujourd'hui située dans une stüpa du temple Guangsong (zh) du mont Wutai, qui possède également un mémorial qui lui est dédié.